# Savoyai Mária Terézia szárd királyi hercegnő (1756–1805)
Mária Terézia (Torino, Savoya, Szárd Királyság, 1756. január 31. – Graz, Ausztria, 1805. június 2.), a francia király, XV. Lajos legkisebb fiúunokájával, Károly Fülöppel kötött házassága révén francia hercegné és Artois grófnéja.
Mária Terézia hercegnő III. Viktor Amadé szárd–piemonti király és Spanyolországi Mária Antónia leánya volt. 1773-ban kötött házasságot Károly Fülöp, Artois grófjával, aki Lajos Ágost dauphin legfiatalabb testvére volt. Nővére, Mária Jozefina hercegnő, Lajos Szaniszló, Provence grófjának felesége lett, ezzel nővérével sógornők lettek a francia királyi udvarban. Az 1789-es francia forradalom kitörését követően elsőként menekült el családjával az országból, végül másik sógornője, a forradalom során kivégzett Marie Antoinette királyné hazájában, Ausztriában hunyt el, száműzetésben, 1805-ben.
Előbb sógora, Provence grófja, majd 1824-től férje lett Franciaország királya. Mivel Mária Terézia az osztrák emigrációban elhunyt, így nem élte meg hitvese uralkodását és nem lett belőle francia királyné. Nagyobbik fia, Angoulême hercege később a legitimisták szemében a francia trón jogos örököse volt, míg fiatalabb fiát, Berry hercegét egy bonapartista merénylő ölte meg, 1820-ban.

## Élete

### Származása, testvérei

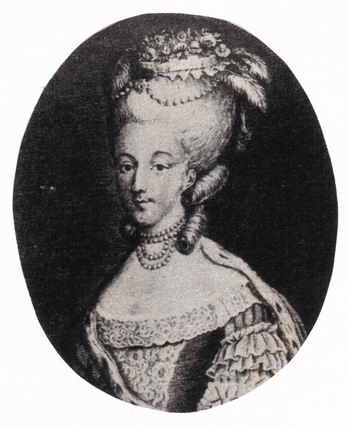
Savoyai Mária Terézia hercegnő, Artois grófné

Mária Terézia savoyai hercegnő 1756. január 31-én született a piemonti Torinóban, a Szárd–Piemonti Királyság fővárosában.
Édesapja a Savoyai-házból való III. Viktor Amadé szárd–piemonti király, Savoya hercege (1726–1796) volt, III. Károly Emánuel szárd–piemonti király és Polixénia Krisztina hessen–rheinfels–rottenburgi tartománygrófnő (Landgräfin, 1706–1735) fia.
Édesanyja a Bourbon-házból való Mária Antonietta Ferdinanda spanyol infánsnő (1729–1785) volt, V. Fülöp spanyol király és Farnese Erzsébet (Izabella) parmai hercegnő leánya.
A szülők 12 gyermekéből kilencen érték meg a felnőttkort. Az öt túlélő fivérből hárman követték apjukat a szárd–piemonti királyi trónon. Két nővérből francia királyné lett, apjuk két francia királyhoz – ugyancsak két fivérhez – adta őket feleségül:
1. Károly Emánuel herceg (1751–1819), 1796–1802-ig IV. Károly Emánuel néven Savoya uralkodó hercege, szárd–piemonti király, aki a Bourbon-házból való Klotild francia királyi hercegnőt, XVI. Lajos, XVIII. Lajos és X. Károly királyok húgát vette feleségül.
2. Mária Erzsébet Sarolta (Carlota) hercegnő (1752–1755), kisgyermekként meghalt.
3. Mária Jozefina Lujza (1753–1810), aki XVIII. Lajos francia királyhoz ment feleségül.
4. Amadé Sándor (1754–1755), Montferrat hercege, kisgyermekként meghalt.
5. Mária Terézia (1756–1805), aki X. Károly francia királyhoz ment feleségül.
6. Mária Anna (1757–1824), aki nagybátyjához, Savoyai Benedek herceghez, Chablais hercegéhez (1741–1808) ment feleségül.
7. Viktor Emánuel herceg (1759–1824), 1802–1821-ig szárd–piemonti király. Habsburg–Estei Mária Terézia Johanna főhercegnőt vette feleségül.
8. Mária Krisztina Jozefina (1760–1768), Szardínia hercegnője, gyermekkorban meghalt.
9. Móric József Mária (1762–1799), Montferrat hercege.
10. Mária Karolina Antonietta hercegnő (1764–1782), aki I. Antal szász királyhoz ment férjhez.
11. Károly Félix (1765–1831), 1821–1831-ig szárd–piemonti király, aki Mária Krisztina Amália nápoly–szicíliai királyi hercegnőt (1779–1849), I. Ferdinánd király és Mária Karolina Lujza főhercegnő leányát vette feleségül.
12. József Benedek (Giuseppe Benedetto, 1766-1802), Maurienne és Asti hercege.

### Házassága, gyermekei
Mária Terézia hercegnő 1773. október 24-én a piemonti Montcalieriben képviselők útján (per procurationem) házasságot kötött a Bourbon-házból származó Fülöp Károly francia királyi herceggel (1757–1836), Artois grófjával, az elhunyt Lajos Ferdinánd trónörökös hercegnek, (Louis Ferdinand de Bourbon, dauphin de Viennois, 1729–1765) és Mária Jozefa szász királyi hercegnőnek (1731–1767) fiához, XV. Lajos király unokájához, a későbbi X. Károly királyhoz. A házasság révén megkapta az Artois grófnéja címet. Mária Terézia grófné sógorai, férjének fivérei is francia királyok lettek: Lajos Ágost, Berry hercege, a trónörökös (dauphin) és Lajos Szaniszló, Provence grófja, a jövendő XVI. Lajos és XVIII. Lajos. Ünnepélyes esküvőjüket a Versailles-i kastély kápolnájában tartották, 1773. november 16-án.
Mária Terézia nővére, Mária Jozefina Lujza szárd hercegnő (1753–1810) ekkor már harmadik éve, 1771. óta Provence grófjának felesége volt. Legidősebb bátyja, Károly Emánuel herceg (1751–1819), a Szárd–Piemonti Királyság trónörököse két évvel később, 1775-ben viszont Mária Klotild francia királyi hercegnőt (1759–1802) vette feleségül, aki XVI. Lajos királynak, Provence grófjának és Artois grófjának húga volt.
A házasság dinasztikus alapon köttetett, egyik házasfél sem érdeklődött különösebben a másik iránt. Károly Fülöp herceg valójában egy Condé hercegnőt szeretett volna feleségül venni, és szoros érzelmi érzelmi szálak fűzték másik sógornőjéhez, Marie Antoinette-hez, a dauphine-hoz, majd királynéhoz. A magára hagyott Mária Terézia hercegnő saját bőrén érezhette az idegengyűlölő francia királyi udvar tagjainak gúnyos megvetését, bár a császárleányt, Marie Antoinette-et, az „osztrák szukát” (L’Autri-Chienne) még nála is jobban gyűlölték.
Mindazonáltal a házasfelek teljesítették a dinasztikus házasságban tőlük elvárt kötelességeiket. Mária Terézia hercegnő és Károly Fülöp herceg házasságából négy gyermek született, királyi hercegek (princes de France), a Bourbon-ház főágának utolsó tagjai, de közülük csak ketten érték meg a felnőttkort.
- Lajos Antal (Louis-Antoine de France), Angoulême hercege (1775–1844), aki 1799-ben unokanővérét, Mária Terézia Sarolta francia királyi hercegnőt (1778-1851), a kivégzett XVI. Lajos és Marie Antoinette leányát vette feleségül, és 1820-ban néhány percen át XIX. Lajos néven de jure Franciaország királya volt.
- Zsófia (Sophie) (1776-1783), gyermekként meghalt.
- Károly Ferdinánd, Artois grófja (Charles Ferdinand d'Artois, Berry hercege (1778–1820), aki 1816-ban Mária Karolina Ferdinanda nápoly–szicíliai királyi hercegnőt (1798–1870) vette feleségül, és 1820-ban egy bonapartista merénylő meggyilkolta.
- Mária Terézia (Marie-Thérèse) (*/† 1783), születésekor meghalt.

### A francia forradalom kitörése után
A forradalom kitörése után Artois grófja az elsők között menekült el az országból. Mária Terézia követte férjét a száműzetés állomásain. Az európai királyi udvarokban Károly igyekezett támogatást találni a francia monarchiának. Először Brüsszelbe mentek, de a forradalmi hadsereg közeledésére Koblenzbe költöztek. Egy ideig Torinóban éltek, Mária Terézia apjának, III. Viktor Amadé királynak udvarában. Artois grófja 1791-ben Drezda mellett, Pillnitzben royalista politikai nyilatkozatot adott ki. 1795-ben, amikor a kivégzett XVI. Lajos fia, Lajos Károly trónörökös herceg meghalt a Temple börtönében, a száműzetésben élő Provence grófja XVIII. Lajos néven Franciaország királyává nyilvánította magát. Öccse, Károly herceg trónörökössé, dauphinné lépett elő, Mária Terézia megkapta a Madame címzést, ami a király legidősebb öccsének feleségét illette, és kijárt neki a királyi fenség megszólítás.

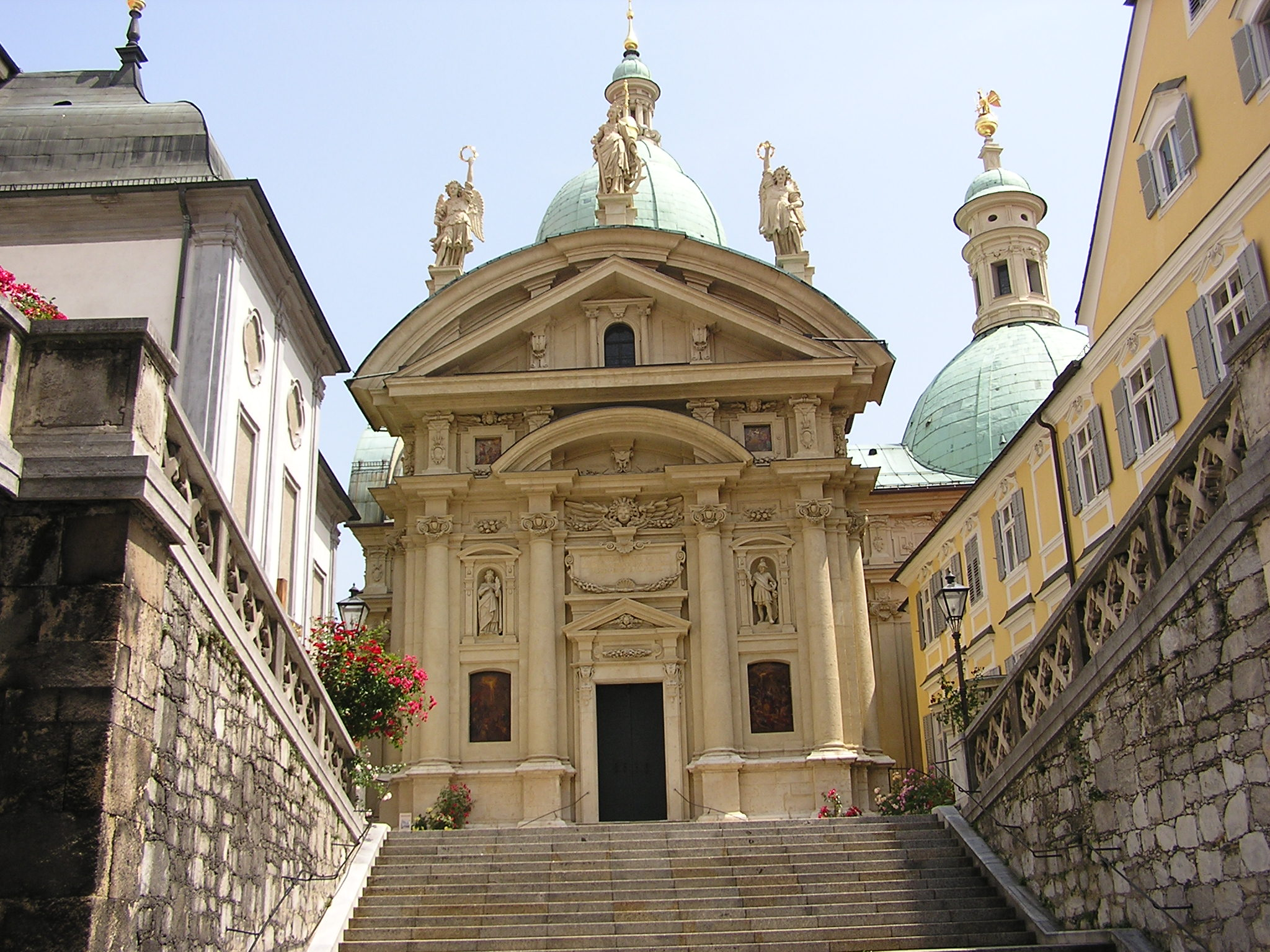
A grazi Katharinenkirche és Mauzóleum

A kivégzett Marie Antoinette unokaöccsének, II. Ferenc német-római császárnak meghívására a száműzött Mária Terézia hercegné 1793-tól a Habsburg Birodalomban, Grazban élt. Itt halt meg 1805. június 2-án. Mivel férje ekkor még nem volt király, csak címzetes trónörökös, Mária Terézia hercegnőt „csak” Artois grófnéként temették el a grazi Szent Egyed székesegyház (Domkirche zum heiligen Ägydius) és a Szent Katalin templom (Katharinenkirche) mellé épített Császári Mauzóleumban.

### Fejlemények halála után
Nővére, egyben sógornője, Mária Jozefina Lujza 1810-ben hunyt a dél-angliai Hartwell House-ban, gyermektelenül, ezért az 1824-ben elhunyt XVIII. Lajos trónját Mária Terézia férje, Artois grófja örökölte, X. Károly néven. Ő lett a Bourbon-házból való utolsó francia uralkodó.

## Külső hivatkozások
- Mária Terézia szárd királyi hercegnő életrajzi, családi adatai

## Szépirodalom, játékfilm
- Lady Antonia Fraser: Marie Antoinette: The Journey, New York, Doubleday, 2001.
- Sofia Coppola 2006-os filmjében, a „Marie Antoinette”-ben Artois grófnéját Sarah Adler izraeli színésznő alakította.